# Chálid ibn al-Valíd
Chálid ibn al-Valíd, Sajf Alláh - Meč boží, (592 Mekka - 642), jeden z nejvýznamnějších arabských vojevůdců z doby proroka Mohameda a volených chalífů Abú Bakra a Umara ibn al-Chattába. Tento významný člen kmene Kurajšovců, přestoupil na islám v roce 629 v době první pouti muslimů do Mekky, stejně jako další významný vojevůdce té doby Amr ibn al-Ás. V letech 634 až 638 velel muslimským vojskům v Sýrii, poté byl nahrazen místodržícím Abú Ubajdou.
Je po něm pojmenován tank Al-Khalid

## Vojenské operace Chálida ibn al-Valída

### Vláda Abú Bakra
- 632 – 633 – vedl obranu Medíny proti arabským kmenům, které se vzbouřily po smrti proroka Mohameda a poté i muslimské vojsko při potlačení této vzpoury.
- 633 – s oddílem asi 500 mužů vyrazil na pomoc kmeni Šajbán při jeho nájezdu do sasánovské Mezopotámie.
- 634 – v dubnu odvážným pochodem z Mezopotámie překonal syrskou poušť, přebral velení nad muslimskými vojsky v Sýrii a v následné bitvě u Adžnádajnu porazil byzantská vojska vedená císařovým bratrem Theodórem.

### Vláda Umara ibn al-Chattába
- 635 – Chálidova vojska krátce obsadila Damašek, ale neměla dost sil k jeho udržení
- 636 – v bitvě u řeky Jarmúku porazil 20. srpna byzantskou armádu a definitivně tak získal pro chalífát Sýrii a Palestinu.